# Стальная (станция)
Стальна́я — железнодорожная станция Кировского региона Горьковской железной дороги, в городе Омутнинске Кировской области. Располагается на железнодорожной ветви Яр — Верхнекамская. Осуществляет пассажирские и грузовые операции.
Название связано с градообразующим предприятием — Омутнинским металлургическим заводом.
Станция была открыта в 1940 году, после постройки железнодорожной ветки Яр — Лесная, которая связала северные месторождения фосфоритов, а также лесозаготовки и металлургические заводы Верхней Вятки с Транссибирской магистралью. Первый поезд по этой ветке прибыл в Омутнинск 15 июня 1931 года. 15 октября 1932 года начинают ежедневно ходить товаро-пассажирские поезда № 401/402 «Яр-Фосфориты».
Через станцию осуществляется прямое железнодорожное пассажирское сообщение города Омутнинска с областным центром Кировом и посёлками Песковка и Рудничный, городом Кирсом и другими.
Используются локомотивы 2ТЭ10, ЧМЭ3.